# Batalla en el cielo
Batalla en el cielo (2005), es una película mexicana escrita y dirigida por Carlos Reygadas (1971-), realizador de la película Japón (2002). Presentada durante el Festival de Cannes de 2005, llegó a ser considerada como fuerte candidata a recibir la Palma de oro como mejor película,[cita requerida] honor que finalmente recibió El niño, de los hermanos Dardenne.

## Sinopsis
Marcos, un chofer de la Ciudad de México y su esposa secuestran a un bebé, pero este muere desatando trágicas consecuencias para todos los involucrados. Mientras Marcos lleva a la hija de su jefe a un lugar, la culpa lo corroe por dentro y se muestra preocupado, como se conocen desde la infancia, la joven cuestiona al chofer sobre su extraña actitud, y entonces le confiesa el crimen que ha cometido. En su casa, Marcos le cuenta a su esposa que habló con Ana sobre el crimen del bebé, la esposa obliga al chofer a asegurarse que Ana no diga nada. Tras un encuentro sexual Ana le pide de favor a Marcos que se entregue a la policía, pero el chofer cada vez se encuentra más angustiado por su crimen y decide atacar a Ana. La policía descubre los dos crímenes del hombre y emprenden su búsqueda. Marcos decide buscar el arrepentimiento caminando hacia la Basílica de Guadalupe, donde de rodillas es alcanzado por su esposa acompañada de la policía.

## Reparto
- Marcos Hernández como Marcos.[1]
- Anapola Mushkadiz como Ana.[1]
- Bertha Ruiz como la esposa de Marcos.
- David Bornstein como Jaime.
- Rosalinda Ramírez como Vicky.
- El Abuelo como Jefe de policías.
- Brenda Angulo como Madame.
- El Mago como El orador.
- Francisco 'El Gato' Martínez como surtidor de gasolina.
- Diego Martínez Vignatti como jugador de fútbol.
- Alejandro Mayar como inspector de policía.
- Chavo Nava como Conductor neurótico.
- Estela Tamariz como Inés.

## Producción
La cinta es una producción conjunta de Alemania, Bélgica, Francia y México, el 75% de la financiación es europea. Para su rodaje empleó de nuevo personas sin experiencia actoral y su equipo de producción se redujo de 35 a solo 12 personas.

## Recepción
El estreno de la película generó mucha expectación tanto por los comentarios recibidos por parte de la crítica europea, como por su fuerte contenido sexual. La secuencia inicial y final de la película es una felación, escena que fue censurada en su exhibición comercial en México, acción que el mismo Carlos Reygadas aceptó fue autoimpuesta a solicitud de miembros del elenco.

## Premios
- 2005: Festival de Lima, mejor fotografía y mejor película
- 2006: Festival de Río de Janeiro
- 2006: Fipresci[3]
- 2006: Premio de la crítica
- 2006: Festivalissimo, mejor película
- 2006: San Rafael, mejor película
- European Film Academy: nominada a mejor película no europea